# Dsawchan Gol
Der Dsawchan Gol (mongolisch Завхан гол) ist ein Fluss im Südwesten der Mongolei.
Der Dsawchan Gol entsteht an der Südflanke des Changai-Gebirges am Zusammenfluss seiner beiden Quellflüsse Buijant Gol und Schar-Us Gol. Er fließt anfangs in südlicher Richtung, wendet sich dann nach Westen. Bei den Koordinaten 46.694216, 96.665643, etwa in der Hälfte der Flusslänge, befindet sich der 2004-2008 gebaute Stausee Taishir Vor der Durchquerung der Dünengebiete von Mongol Els vereinigt sich der Dsawchan Gol am östlichen Ende dieses Dünenfeldes mit dem Shurgyn Gol. Er umfliesst das Dünengebiet nördlich, wo er teils die Grenze des Dsawchan-Aimag zum Gobi-Altai-Aimag bildet, nach einer leichten Biegung nach Nordwesten erreicht und durchfließt er den See Airag Nuur und mündet kurz darauf in den nördlich gelegenen See Chjargas Nuur. Der Dsawchan Gol hat eine Länge von 670 km. Sein Einzugsgebiet umfasst 150.000 km². Der Fluss wird vom Schmelzwasser der Gletscher und der Schneeschmelze gespeist. Sein mittlerer Abfluss bei Verlassen des Berglands beträgt 60 m³/s. Das Wasser des Dsawchan Gol wird zur Bewässerung genutzt.